# Anja Daelemans
Anja Daelemans é uma produtora cinematográfica belga. Como reconhecimento, foi nomeada ao Oscar 2008 na categoria de Melhor Curta-metragem por Tanghi argentini.